# Liste der Monuments historiques in Courbevoie
Die Liste der Monuments historiques in Courbevoie führt die Monuments historiques in der französischen Gemeinde Courbevoie auf.

## Liste der Bauwerke
| Bezeichnung                           | Beschreibung | Standort                                                    | Kennzeichnung | Schutzstatus | Datum     | Bild           |
| ------------------------------------- | ------------ | ----------------------------------------------------------- | ------------- | ------------ | --------- | -------------- |
| Kaserne Charras                       |              | 140, boulevard Saint-Denis (Lage)                           | PA00088101    | Inscrit      | 1929      | weitere Bilder |
| Kirche Saint-Pierre-Saint-Paul        |              | 10, rue Boudoux (Lage)                                      | PA00088102    | Inscrit      | 1971      | weitere Bilder |
| Hôtel de Guines                       |              | 51, rue de Visien (Lage)                                    | PA00088103    | Classé       | 1980 2005 | weitere Bilder |
| Hôtel de ville                        |              | Place de l’Hôtel-de-Ville (Lage)                            | PA00088104    | Inscrit      | 1980      | weitere Bilder |
| Pavillon des Indes                    |              | 142, boulevard Saint-Denis (Lage)                           | PA00088105    | Inscrit      | 1987      | weitere Bilder |
| Pavillon de la Suède et de la Norvège |              | Rue Jean-Baptiste-Charcot 176, boulevard Saint-Denis (Lage) | PA00088106    | Inscrit      | 1987      | weitere Bilder |

## Liste der Objekte
- Monuments historiques (Objekte) in Courbevoie in der Base Palissy des französischen Kultusministeriums